# Сивяки
Сивяки — деревня в Еловском муниципальном округе Пермского края России.

## История
Известна с 1879 года как починок Соснин. Основана выходцами с реки Сива, купившими здесь землю у заводчика Демидова. До ноября 2019 года входила в состав ныне упразднённого Еловского сельского поселения Еловского района.

## География
Деревня находится в юго-западной части района, в пределах Среднекамской низменно равнины, на левом берегу реки Забочевки (бассейн реки Камы), на расстоянии приблизительно 5 километров (по прямой) к югу от села Елова, административного центра округа.
Климат
Климат характеризуется как умеренно континентальный, с продолжительной холодной зимой и коротким тёплым летом. Средняя многолетняя температура самого холодного месяца (января) составляет −15 — −16 °С (абсолютный минимум — −50 °С), температура самого тёплого (июля) — 18 — 19 °С (абсолютный максимум — 40 °С).

## Население
| 2010 |
| ---- |
| 24   |

Половой состав
По данным Всероссийской переписи населения 2010 года в половой структуре населения мужчины составляли 50 %, женщины — соответственно также 50 %.
Национальный состав
Согласно результатам переписи 2002 года, в национальной структуре населения русские составляли 100 % из 28 чел.